# Isoglossa milanjiensis
Isoglossa milanjiensis är en akantusväxtart som beskrevs av Spencer Le Marchant Moore. Isoglossa milanjiensis ingår i släktet Isoglossa och familjen akantusväxter. Inga underarter finns listade i Catalogue of Life.